# Аніцій Фавст Альбін Василь
Аніцій Фавст Альбін Василь (лат. Anicius Faustus Albinus Basilius; д/н — бл. 565) — державний діяч часів Східної Римської імперії. Відомий також як Флавій Аніцій Фавст Альбін Василь Юніор.

## Життєпис
Походив зі знатного роду Деціїв. Син Флавія Фавста Альбіна Юніора, консула 493 року, та Аніції Глафири. У 525 році після страти батька з родиною втік до Константинополя.
Стає важливим сановником у почті імператора Юстиніана I, який 541 року призначив Альбіна Василя консулом без колеги. Того ж року Василь призначається комітом доместиків та патрикієм, а також отримує титул vir illustris. 542 року імператор продовжив консулат Альбіна Василя.
У цей час почався новий етап Готської війни в Італії. Альбіна Василя було відправлено до Риму, щоб згуртувати тамтешніх аристократів для боротьби проти остготського короля Тотіли. У 545 році був одним з організаторів оборони Риму від остготів. Через голод у грудні 546 року разом з більшістю аристократів утік до Константинополя.
Далі письмові відомості відсутні. Втім за списками консулів відомо, що новий консул був призначений лише 565 року. З огляду на це припускається, що Аніцій Фавст Альбін Василь помер саме цього року, продовжуючи обіймати посаду консула, яка стала зовсім номінальною.